# 雪莉·蒂爾曼
雪莉·蒂爾曼（英語：Shirley M. Tilghman，1946年9月17日—），加拿大分子生物學學者，2001年至2013年任普林斯頓大學的校長。蒂爾曼是一位分子遗传学家，尤其专注于基因组印记领域的研究。在国立卫生研究院做博士后研究时，她曾证明球蛋白基因是交叉接合的，导致了基因行为理论的发展。她还用小鼠作实验材料，研究了胚细胞中基因插入的效用，以及胚胎生长调节中的差异所导致的后果。在其校长任期内，她专注于让普林斯顿的教员和学生组成更加多样化。蒂尔曼还是美国哲学会、美国国家科学院、皇家学会的会员。
蒂爾曼是普林斯頓大學第19任校長；她是普林斯顿大学建校200多年来的首位女校长。
蒂爾曼繼續在全球科學界擔任領導職務。 她曾擔任美國細胞生物學學會2015年的會長。